# グレゴリオ・ラッザリーニ
グレゴリオ・ラッザリーニ（Gregorio Lazzarini、1655年 - 1730年11月10日）はイタリアの画家である。ヴェネツィアで活動した。 

## 略歴
ヴェネツィアで理容師の息子に生まれた。妹のエリザベッタ・ラッザリーニ(Elisabetta Lazzarini: 1662–1729)も画家になった。フランチェスコ・ローザ(Francesco Rosa:1638-1687)という画家の弟子になり、その後、ピエトロ・デラ・ヴェッキア(Pietro della Vecchia: c.1602-1678)の工房で働いた。1687年にヴェネツィアの画家組合に入会し、少なくとも1715年まではヴェネツィアで活動した。ヴェネツィアのSan Pietro di Castello地域にスタジオを開き、人気のある画家になり、ヴェネツィアの宮殿や邸宅の装飾画を描いた。リヒテンシュタイン公国の王族や、高位聖職者を多く出したシェーンボルン家といったイタリア国外の有力者からも注文を受けた。
弟子にはジョヴァンニ・バッティスタ・ティエポロ(1696-1770)やアントニオ・ベルッチ(Antonio Bellucci: 1654-1726)、ガスパール・ディチアーニ(Gaspare Diziani: 1689-1767)、ジュゼッペ・カメラータ(Giuseppe Camerata :1676-1762)らがいる。 
肖像画や宗教画、神話や歴史的なテーマの題材の作品を描き、17世紀後半から18世紀初めのヴェネツィアでよく知られた画家の一人であったとされる。明るい色使いが特徴で、劇的な作品を描いた。

## 作品

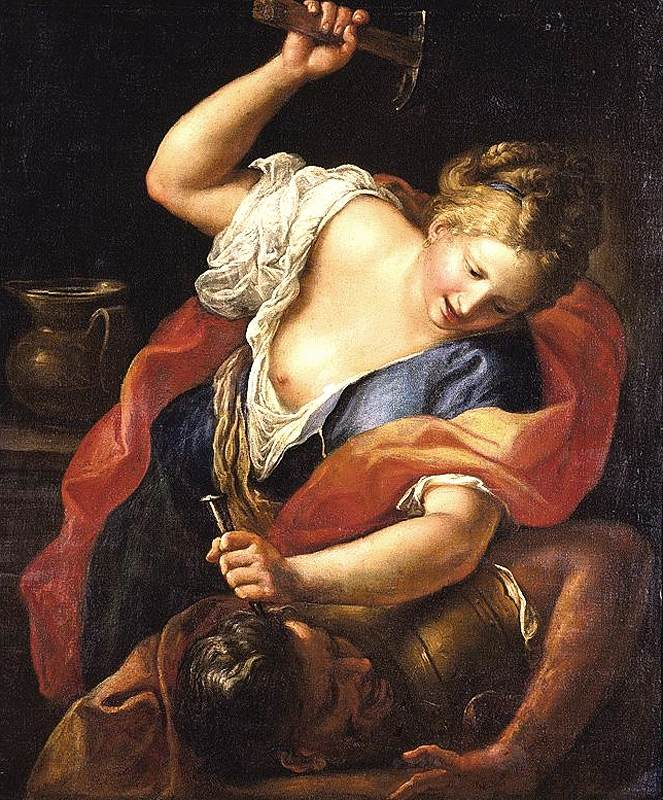
ヤエルとシスラ、個人蔵
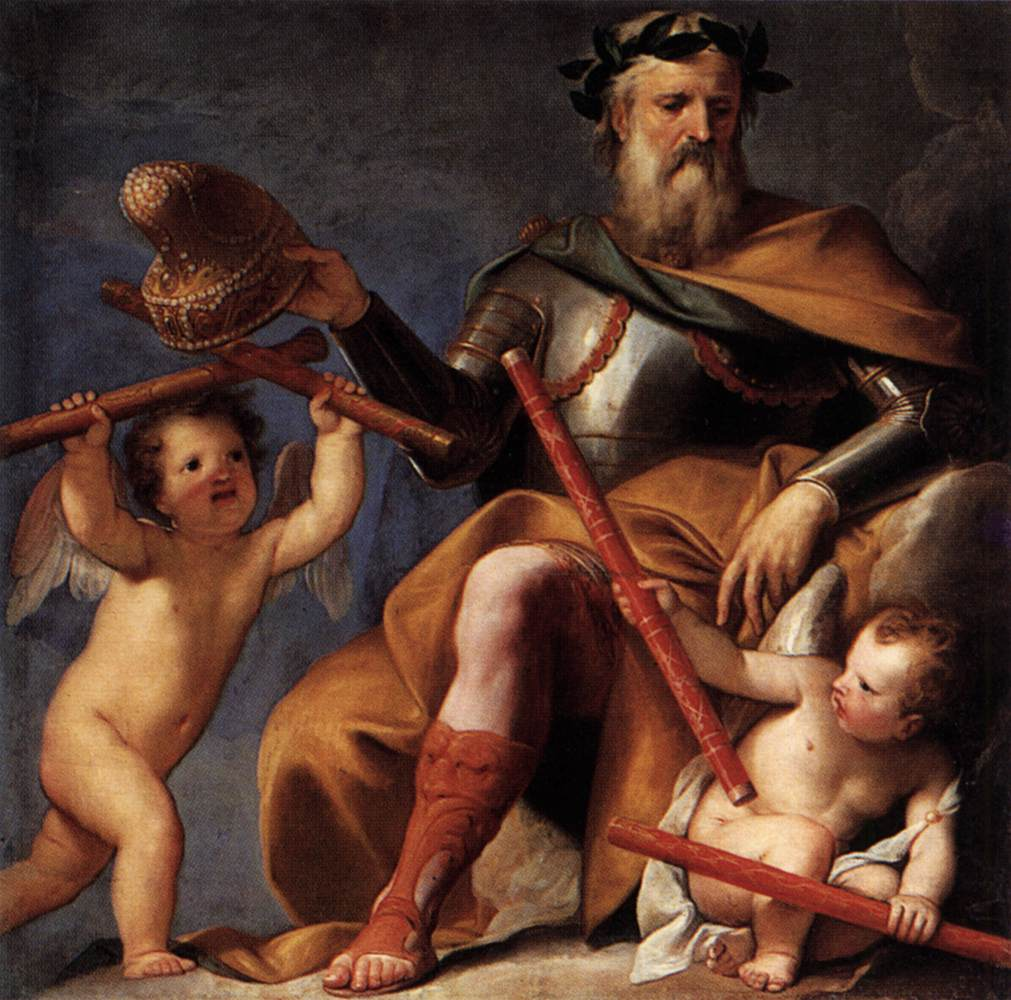
征服されたモレアの執権を受け取るフランチェスコ・モロジーニ ドゥカーレ宮殿
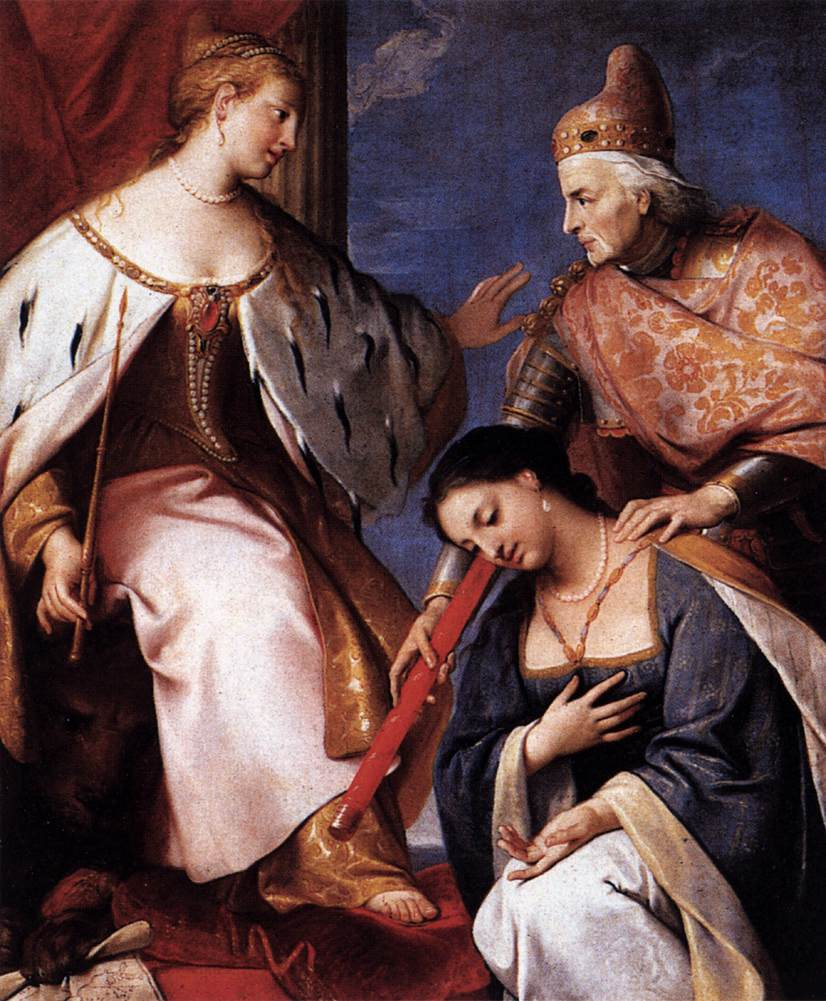
モロジーニによるヴェネツィアによるモレアの支配復活の寓意画 ドゥカーレ宮殿
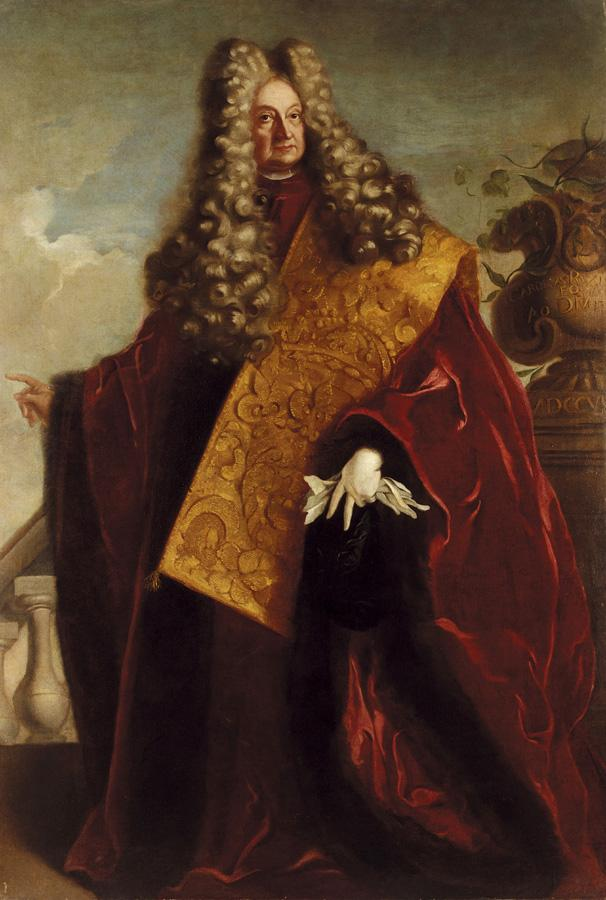
カルロ・ルッツィーニ（ヴェネツィアのドージェ）の肖像画 (1706)